# Sven Skute

Kolonin Nya Sverige 1638-1655.

Sven Skute (även Schwenn Schute), född kring Kronoby, död 1665, var en svensk militär och siste viceguvernör över den svenska kolonin Nya Sverige. Efter kolonins fall stannade Skute kvar i Delaware och blev en av ledarna för de kvarvarande svenskarna.

## Tidiga liv
Endast lite är känt om Sven Skutes liv. Han var av finlandssvenskt ursprung och härstammade från Kronoby i Österbotten. Han blev militär och var löjtnant vid Åbo regemente och Björneborgs regemente och var gift med Anna Johansdotter. Skute deltog i en rad slag i Europa under det Trettioåriga kriget under major Johan Printz och följde honom till Nordamerika efter dennes utnämning till Guvernör över Nya Sverige.
Den 16 augusti 1642 avseglade Skute och Printz med fartyget "Fama" från Stockholm till Göteborg och den 1 november vidare till Nya Sverige dit de anlände den 15 februari 1643. Hustrun Anna stannade kvar i Sverige och bodde då i Näsby nära Dingtuna.

## Nya Sverigetiden
Skute utnämndes till befälhavare över Fort Nya Elfsborg och deltog i flera drabbningar mot engelsmän och holländare.
I slutet på 1650 skickades Skute hem till Sverige för att avlägga rapport och påtala behovet av fler kolonisatörer för Drottning Kristina men först våren 1651 fick Skute audiens hos drottningen: Därefter dröjde till augusti 1653 innan han fick uppdraget att rekrytera 250 nya utvandrare. Under samma period befordrades han till "kapten över landsbefolkningen" och belönades den 20 augusti av drottningen med stora markförläningar kring dagens Passayunk och Kingsessing i West Philadelphia.
Efter rekryteringsresa genom Västeråstrakten, Värmland och Dalarna lämnade Skute och den nye guvernören Johan Classon Rising Göteborg den 2 februari 1654 på fartyget "Örnen" och anlände till Nya Sverige den 22 maj. Vid ankomsten utnämnde Rising honom till viceguvernör och befälhavare över det erövrade Fort Trefaldighet.
I september 1655 invaderades hela Nya Sverige av holländarna under ledning Peter Stuyvesant med stöd av 7 krigsfartyg och 300 soldater. Skute förfogade endast över ett trettiotal stridsdugliga män och 10 kanoner. Stuyvesant krävde Skutes kapitulation som han först vägrade, då de svenska soldaterna under tiden hade fått reda på holländarnas antal tappade flera stridmoralen och deserterade. Den 11 september (1 sep enl Jul. Kalendern) överlämnade Skute fortet till holländarna och Fort Christina kapitulerade den 15 september.

## Senare liv
Efter kolonins fall stannade Skute och de flesta svenskar (däribland Johan Andersson Stålkofta) kvar i området och svor holländarna trohet. Stuyvesant gick senare med på ett lokalt självstyre för svenskarna med egen domstol, kyrka och förvaltning och Skute blev en av ledarna i det styrande rådet i egenskap av den högsta formella befattningen. Skutes markförläningar genom Drottning Kristina godkändes av holländarna.
I september 1655 hölls ett förhör kring händelseförloppet (Skuteprotokollet) vid överlämningen av Fort Trefaldighet där dock Skute frikändes.
Våren 1656 lämnade Skute med familj Fort Casimir och flyttade längre norr till sina stora markförläningar vid Schuylkillfloden nära dagens Philadelphia där de levde på jordbruk. 1665 avlider Sven Skute på sin gård. Skute hade 4 barn men endast 1 son Johan, efter dennes död 1722 ändrades familjenamnet till Schooten.